# Amlan
Amlan és un municipi de la província de Negros Oriental, a la regió filipina de les Visayas Centrals. Segons les dades del cens de l'any 2007 té una població de 22.173 habitants distribuïts en una superfície de 111,85 km².

## Divisió administrativa
Amlan està políticament subdividit en 8 barangays.
| - Bio-os - Jantianon - Jugno | - Mag-abo - Poblacion - Silab | - Tambojangin - Tandayag |